# Diplophryxus siankaanensis
Diplophryxus siankaanensis là một loài chân đều trong họ Bopyridae. Loài này được Markham miêu tả khoa học năm 1988.